# 惠爱堂
惠爱堂曾是中华基督教会在广东省广州创办的一所教堂，位于广州市中山四路。
惠爱堂与万善堂为最早来华的西方差会伦敦会在广州所开辟的两座教堂，人们称之为“兄弟堂”。惠爱堂之教友多为社会上层人士和知识分子，前岭南大学校长钟荣光博士即该堂教友，孙中山密友杨襄甫先生是该堂牧师。
该堂的前身是1852年伦敦会传教士湛约翰(Rev.John Chalmare)创办的沙基堂(今六二三路)。1900年迁往丛桂新街，1906年，该堂自立。1930年东迁惠爱路（现中山四路），改称中华基督教会惠爱堂，建成中国古典式样的2层红砖教堂，可容千人礼拜。1966年文化大革命中被关闭占用，1985年市基督教两会收回后没有恢复宗教活动，而是在该处开办广州仁爱社会服务中心，内设幼儿园、松柏俱乐部（老年活动中心）。2003年7月，教堂建筑被拆除。